# Dennis (tecknad serie)
Dennis (i original Dennis the Menace), är en amerikansk tecknad serie (på vardagarna bara en skämtruta) skapad 1951 av Hank Ketcham.
I Sverige har serien i vissa publikationer under 1950-talet kallats såväl Lill-Knas som Bosse Bus och Kristian Tyrann (Veckorevyn, 1954). När serietidningen lanserades fick det till slut bli kort och gott Dennis.
Dennis har även förekommit i flera serietidningsversioner i USA, tecknade av olika tecknare, bland annat Al Wiseman och Owen Fitzgerald, ofta med manus av Fred Toole. Ketcham själv ritade inte längre avsnitt än söndagsstrippar, men det gjorde han från 1940-talet fram till 1994. I Sverige har man även licensproducerat avsnitt.
I TV:ns barndom fanns det en spelad serie, där titelfiguren Dennis framställdes som en ganska osnuten snorunge, men senare producerades i många år en animerad TV-serie, som var mer trogen originalet.

## Handling
Dennis är en i grund och botten snäll och godlynt kille (i motsats till de flesta andra busfrön i serier), men hans stora impulsivitet och gränslösa påhittighet ställer alltid till trassel för honom. 
Grannen, Farbror Nilsson, är den som för det mesta råkar ut för hans snilleblixtar, och som varande äldre gentleman har han svårt att alltid minnas hur det en gång var att vara grabb. 
Kompisen Jojje är litet yngre än Dennis och det händer att Dennis utnyttjar detta faktum och spelar honom ett spratt då och då, men annars är de oskiljaktiga. Tjejkompisen Maggan brukar emellanåt dyka upp och himla sig över killarnas tilltag, men får för det mesta retirera besegrad.

## Figurgalleri
- Dennis (Dennis the Menace) - huvudperson, buspojke
- Henry Mitchell - Dennis pappa
- Alice Mitchell - Dennis mamma
- Herr / Farbror (Georg) Nilsson (Mr. (George Everett) Wilson) - Dennis griniga granne som ofta råkar bli offer för Dennis påfund
- Fru / Tant (Märta) Nilsson (Mrs. (Martha) Wilson) - Georges väldigt snälla och tålmodiga fru
- Ruff (Ruff the dog) Dennis hund
- Varmkorv (Hotdog the cat) Familjens katt
- Jojje (Joey McDonald) - Dennis kompis, något yngre och naivare än Dennis själv
- Maggan (Margaret Wade) - Dennis tjejkompis, brukar porträtteras som något äldre och mognare än Dennis
- Tommy (Tommy Anderson) - Dennis jämnåriga killkompis, som brukar ställa upp på de flesta bus
- Gina (Gina Gillotti) - Dennis tjejkompis med italiensk bakgrund som dök upp i de allra sista årgångarna. En tuff, smart och snygg brud, som motvikt till Maggans något nördiga besserwisserframtoning.

## Svensk publicering
- Lill-Knas var debuten i Dagens Nyheter 1959 på söndagssidan. Han återfick snart sitt originalnamn och publicerades i sin söndagsversion ända fram till 1982. Dagsserien (skämtteckningen) var med i DN åren 1963–87.
- I de äldsta numren av tidningen 91:an publicerades dagsserien av Dennis under namnet Bosse Bus. Några enstaka teckningar kom också att publiceras som Kristian Tyrann.
- Har publicerats i Vecko-Revyn under titeln Kristian Tyrann och Dennis.
- Dennis hade en egen serietidning i Sverige under många år, och var även huvudfigur i tidningen Kompis. Svenska avsnitt gjordes på licens av bland annat Kiki Olsen och Bertil Wilhelmsson.
- Serien var en av de roterande titlarna i Serie-Pocket, där den förekom i 8 utgåvor.

## Dennis i andra medier
Dennis har filmatiserats vid flera tillfällen. 1959 kom en amerikansk TV-serie (otecknad) med Jay North som Dennis. 1986–88 producerades en tecknad TV-serie, som även har visats på svensk TV vid olika tillfällen. Titelfigurens svenska röst gjordes av Linus Wahlgren.
1987 visades en TV-film på amerikansk TV, med Victor DiMattia i rollen som Dennis.
1993 kom en spelfilm, med John Hughes som regissör, Mason Gamble i rollen som Dennis, och Walter Matthau i rollen som farbror Nilsson. Senare samma år kom ett datorspel baserat på filmen. Filmen fick en uppföljare producerad direkt för video, Dennis slår till igen 1998 med Justin Cooper som Dennis och Don Rickles som farbror Nilsson.

## Licensiering
Seriefiguren Dennis har under perioder licensierats ut till olika företag, exempelvis Cloetta, GB, Skantic och B&W. En utbredd missuppfattning är att figuren på Scan Hot Dogs skulle vara Dennis, men det är i själva verket ett fall av så kallad renommésnyltning som pågått sedan 1965.